# HFC
HFC（Hybrid fiber-coaxial）は、ケーブルテレビの配線方式の一種。CATV局のセンター局（ヘッドエンド）から光ファイバーで配線し、途中で光-電気コンバーターによって各家庭には同軸ケーブルで配線する。FTTN（Fiber To The Node）や光ハイブリッドとも呼ばれる。
アメリカ合衆国、カナダ、日本などで1990年代から採用されている。特に日本ではブロードバンドインターネット接続への対応を目的として実施されるケースが目立つ。近年では、新規に開業するCATV局においては当初よりFTTHを採用する光ケーブルテレビ局が増えており、HFCは主に既存の同軸ケーブル網の更新目的に使用されることが多い。
また、HFCを採用してきたCATV局の中にもインターネットのさらなる高速化やBSのパススルー送信が可能となるFTTHへの切り替えを実施し始めている所がある。

## 概要

典型的な配線例

光ファイバー・ネットワークはマスター・ヘッドエンドから、場合によっては地域ヘッドエンドへ延び近隣ハブを経由して、最後は25～2,000軒程度の家庭をカバーする光ファイバー・ノードに接続される。北米ではマスター・ヘッドエンドに衛星アンテナが接続されていて、ビデオ映像を受信する。
またマスター・ヘッドエンドにはIP集約ルーターが接続されている。電話の接続サービスを提供する場合にもマスター・ヘッドエンドに接続される。北米では、ローカルCMを提供するスポンサーの要望に応じて、地域-エリア・ヘッドエンドに公共・教育・地方行政のチャンネル（PEG）が加えられる。
多くの番組やサービスがそれぞれRF変調されて混合され、1つの電気信号となったものが広帯域光学送信機に送られる。この送信機が電気信号を光に変換し各ノードに送り出す。ヘッドエンドまたはハブから光学ノードへは光ファイバーが、1対1型またはスター型トポロジー、いくつかはリング型トポロジーで接続されている。
信号を配信する小さなセルごとに、ブロードバンド光学レシーバー（Broadband optical receiver）が光信号を電気信号に変換して、各家庭に同じ信号を分配する。1つのセルで25～2,000軒程度がカバーされ、300～500軒程度が標準である。同軸ケーブルは信号の劣化を避けるために出来るだけ短くする。なお、FTTHの場合は各家庭やビルなどの建物1件ごとに光-電気コンバーター（V-ONU）が配置されて建物内でのみ同軸ケーブルで分配されている。

## 背景
元々CATV局においては、雷や道路工事等によって発生するノイズを同軸ケーブルが拾うことによって発生する雑音対策が長年の問題となっており、特に各家庭からヘッドエンドに向かう上り方向の信号においては、末端のケーブルに乗った雑音が幹線に集約されることによって発生する「流合雑音」が、信号の品質低下の大きな要因となっていた。また同軸ケーブル網では高周波帯での信号減衰が激しくなるためRF信号の伝送帯域を広げることが難しく、BS・CS放送等の開始によるチャンネル数の増加に対応するのが難しくなっていた。これに対し光ファイバーは、ケーブル内の信号は基本的に外的要因によるノイズの影響を受けることがない上、伝送帯域の拡大も容易であるというメリットがある。
しかしCATV網を完全にFTTH化するとなると、莫大な設備投資がかかるのはもちろんだが、それ以外にも各家庭への光ファイバーケーブルの引き込みの技術的難易度が（同軸ケーブルに比べ）比較的高いことや、従来一本の幹線が幾重にも分岐して最低でも数百世帯に映像を送る構成（1:n構成）となっていた網のトポロジーを、ヘッドエンドと各家庭を原則1:1、Passive Optical Networkを採用したとしても1:20～30程度で結ぶ構成に改めなければならないことなどから、既に同軸ケーブルで営業を行っているCATV局にとっては技術的なハードルが高い。
そこで幹線を光ケーブル化することで流合雑音問題の低減や伝送帯域の拡大を実現しつつ、ラストワンマイルは同軸ケーブル構成を維持することで設備投資の抑制・網構成の維持等を図ったものがHFCである。